# They Only Come Out at Night
„They Only Come Out At Night“ je četvrti singl finske hard rok grupe Lordi sa albuma The Arockalypse. Objavljen je 2. maja, 2007. godine. Udo Dirkschneider, pevač grupe Accept, gostovao je na ovoj pesmi. Iako je promo singl izdat od strane nemačke izdavačke kuće „Drakkar Entertainment“, nikada se nije pojavio u prodaji. Umesto prodaje, promo singl je podeljen fanovima na nekoliko koncerata u Nemačkoj u februaru 2006. godine. B-strana finske verzije singla je obrada pesme „Midnite Mover“, nemačkog hevi metal benda Accept. Obrada je snimljena još 2003. godine prilikom živog nastupa na radiju. Pesma je zauzela #6 na finskim top listama.

## Spisak pesama
Finska verzija:
1. „They Only Come Out At Night“ - 3:35
2. „Midnight Mover (obrada grupe Accept)“ - 3:26

Nemačka promo verzija:
1. „They Only Come Out At Night“ - 3:35
2. „Supermonstars“ - 4:04

## Članovi benda
- Mr. Lordi - Vokal
- Amen - Gitara, Prateći vokal
- Kalma - Bas gitara, Prateći vokal
- Enary - Klavijature, Prateći vokal
- Kita - Bubnjevi, Prateći vokal